# Lexington (Carolina del Sud)
Lexington è una città degli Stati Uniti d'America, situata nella Contea di Lexington nello Stato della Carolina del Sud.